# 시드니 로버스 FC
시드니 로버스 FC(Sydney Rovers FC)는 오스트레일리아 A리그 소속 프로 축구단으로, 오스트레일리아 뉴사우스웨일스주 시드니를 연고로 한다. 2011-12 A리그 시즌에 참가할 예정이었지만 불발되었다.